# Holestenon 5a-reduktaza
Holestenon 5a-reduktaza (EC 1.3.1.22, holestenonska 5alfa-reduktaza, testosteronska Delta4-5alfa-reduktaza, steroidna 5alfa-reduktaza, 3-oksosteroidna Delta4-dehidrogenaza, 5alfa-reduktaza, steroidna 5alfa-hidrogenaza, 3-oksosteroidna 5alfa-reduktaza, testosteronska Delta4-hidrogenaza, 4-en-3-oksosteroidna 5alfa-reduktaza, redukovani nikotinamid adenin dinukleotid fosfat:Delta4-3-ketosteroid 5alfa-oksidoreduktaza, 4-en-5alfa-reduktaza, Delta4-3-ketosteroid 5alfa-oksidoreduktaza, holest-4-en-3-on 5alfa-reduktaza, testosteronska 5alfa-reduktaza, 3-okso-5alfa-steroidna 4-dehidrogenaza) je enzim sa sistematskim imenom 3-okso-5alfa-steroid:NADP+ Delta4-oksidoreduktaza. Ovaj enzim katalizuje sledeću hemijsku reakciju
3-okso-5alfa-steroid + + {\displaystyle \rightleftharpoons } 3-okso-Delta4-steroid + +
Ovaj enzim katalizuje konverziju pojedinih 3-okso-Delta4 steroida u njihovu korespondirajuću 5 alfa formu. Supstrati sisarskog enzima su testosteron, progesteron, i kortikosteron. Supstrati biljnog enzima su brasinosteroidi kao što je kampest-4-en-3-on i (22 alfa)-hidroksi-kampest-4-en-3-on, cf. EC 1.3.99.5, 3-okso-5alfa-steroid 4-dehidrogenaza (akceptor).

## Literatura
- Nicholas C. Price; Lewis Stevens (1999). Fundamentals of Enzymology: The Cell and Molecular Biology of Catalytic Proteins (Third изд.). USA: Oxford University Press. ISBN 019850229X.
- Eric J. Toone (2006). Advances in Enzymology and Related Areas of Molecular Biology, Protein Evolution (Volume 75 изд.). Wiley-Interscience. ISBN 0471205036.
- Branden C; Tooze J. Introduction to Protein Structure. New York, NY: Garland Publishing. ISBN 0-8153-2305-0.
- Irwin H. Segel. Enzyme Kinetics: Behavior and Analysis of Rapid Equilibrium and Steady-State Enzyme Systems (Book 44 изд.). Wiley Classics Library. ISBN 0471303097.
- William P. Jencks (1987). Catalysis in Chemistry and Enzymology. Dover Publications. ISBN 0486654605.

## Spoljašnje veze
- Cholestenone+5alpha-reductase на 